# Harold Bride

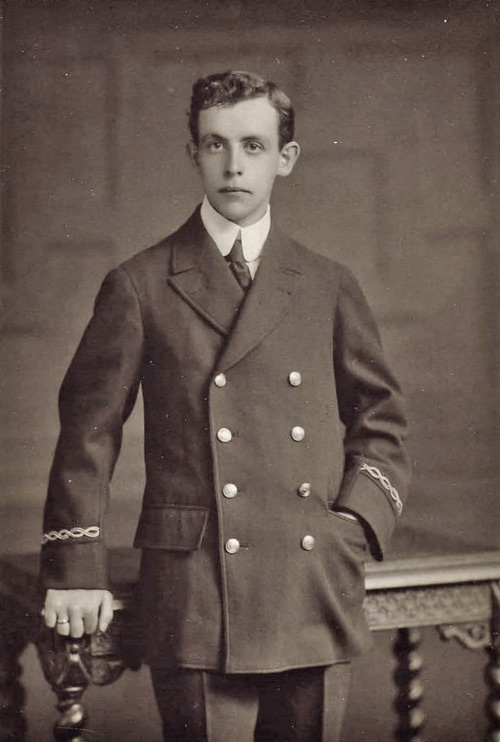
Harold Bride im April 1912

Harold Sydney Bride (* 11. Januar 1890 in Nunhead, London, England; † 29. April 1956 in Glasgow, Schottland) war ein britischer Seemann. Er war Angestellter der britischen Marconi International Marine Communication Co. und als Funker auf der Titanic, die am 15. April 1912 auf ihrer Jungfernfahrt sank.

## Frühes Leben
Harold Bride wurde als Sohn von Arthur Bride und Mary Ann Lowe geboren. Als Bride etwas älter geworden war, zog seine Familie nach Bromley. Nach der Schule beschloss der junge Bride, Funker zu werden. Er half im Familiengeschäft mit, um die Ausbildung bezahlen zu können. 1911 schloss er seine Lehre bei der Marconi Company ab. Als Lehrling diente er dann auf verschiedenen Schiffen, zum Beispiel auf der LaFance, der Anselm, der Beaverford, der Haverford und der Lusitania.

## Titanic
Die Marconi-Gesellschaft versetzte Bride 1912 von der Lusitania als zweiten Funkoffizier auf den neuen White Star Liner Titanic. Er konnte bereits nach einjähriger Lehre und mit erst 22 Jahren auf diesem luxuriösen Schiff dienen. Zusammen mit seinem Kollegen Jack Phillips teilte er sich den Funkdienst auf dem Schiff. Sie wechselten sich regelmäßig ab: Bride arbeitete von 2:00 Uhr bis 8:00 Uhr und von 14:00 Uhr bis 20:00 Uhr, Phillips übernahm die restliche Zeit.
Am 14. April 1912 bekam die Titanic mindestens acht Eiswarnungen. Aus verschiedenen Gründen wurden wahrscheinlich nicht alle an die Brücke weitergeleitet. Die Schiffsführung hat die Eiswarnungen auch nicht sonderlich ernst genommen, da sie glaubte, Eisberge rechtzeitig zu entdecken, so dass man ihnen ausweichen könne. Nachdem das Schiff um 23:40 Uhr mit dem Eisberg zusammengestoßen war, wurden die Funker gegen 00:15 Uhr von Kapitän Edward Smith angewiesen, ein Notsignal zu senden. Von da an arbeiteten beide Funker im Funkraum und unterhielten einen regen Funkverkehr mit anderen Schiffen. Am Anfang funkte Phillips das CQD-Signal, danach zusätzlich das (neuere) SOS-Signal, nachdem Bride ihn darauf aufmerksam gemacht hatte, dass dies vielleicht ihre letzte Gelegenheit dazu sei.
Gegen 02:00 Uhr, rund 20 Minuten vor dem Untergang der Titanic, erschien noch einmal Kapitän Smith, um die Männer von ihren Aufgaben zu entbinden. Als das Wasser in den Funkraum drang, verließen sie diesen gemeinsam. Beim Untergang wurde das Faltboot B von seinem Platz auf dem Dach der Offizierskabinen weggerissen und kam kieloben ins Meer. Während sich Bride auf dem gekenterten Boot mit einiger Mühe einen trockenen Platz sichern konnte, verblieb Phillips im eiskalten Wasser und überlebte nicht. In den frühen Morgenstunden gelangte Bride, der sich im Laufe der Nacht Verletzungen und Erfrierungen an den Füßen zugezogen hatte, an Bord der herbeigeeilten Carpathia.

## Späteres Leben
Bride sagte als Zeuge bei den nachfolgenden Untersuchungen zur Katastrophe aus und nahm danach seine Tätigkeit als Funker zunächst wieder auf. 1920 heiratete er Lucy Johnstone Downie, mit der er drei Kinder bekam. Bride zog mit seiner Familie später nach Schottland, wo er 1956 an Lungenkrebs starb.
In der Titanic-Verfilmung von 1997 wurde die Rolle von Bride mit Craig Kelly besetzt, in Die letzte Nacht der Titanic von 1958 wurde er von David McCallum dargestellt.